# Hrabstwo Madison (Illinois)
Hrabstwo Madison – hrabstwo w USA, w stanie Illinois, z liczbą ludności wynoszącą 258 941, według spisu z 2000 roku. Siedzibą administracji hrabstwa jest Edwardsville.

## Geografia
Według spisu hrabstwo zajmuje powierzchnię 1918 km², z czego 1878 km² stanowią lądy, a 40 km² (2,07%) wody. Hrabstwo Madison jest częścią metropolii St. Louis. Leży nad rzeką Mississippi i na jego terytorium znajduje się jezioro Horseshoe.

### Sąsiednie hrabstwa
- Hrabstwo Macoupin – północ
- Hrabstwo Montgomery – północny wschód
- Hrabstwo Bond – wschód
- Hrabstwo Clinton – południowy wschód

Stan Illinois na mapie USA

- Hrabstwo St. Clair – południe
- Hrabstwo St. Louis – zachód
- Hrabstwo Jersey – północny zachód

## Historia
Hrabstwo Madison zostało utworzone w 1812 z terenów dwóch innych hrabstw Randolph i St. Clair. W tym czasie Hrabstwo Madison obejmowało wraz z St. Louis trzy czwarte terytorium stanu Illinois. Nazwa hrabstwa została obrana na część prezydenta Jamesa Madison, który wypowiedział
wojnę brytyjsko-amerykańską w 1812 roku.

## Demografia
Według spisu z 2000 roku hrabstwo zamieszkuje 258 941 osób, które tworzą 101 973 gospodarstw domowych oraz 70 041 rodzin. Gęstość zaludnienia wynosi 138 osób/km². Na terenie hrabstwa jest 108 942 budynków mieszkalnych o częstości występowania wynoszącej 58 budynków/km². Hrabstwo zamieszkuje 90,23% ludności białej, 7,31% ludności czarnej, 0,27% rdzennych mieszkańców Ameryki, 0,60% Azjatów, 0,02% mieszkańców wysp Pacyfiku, 0,49% ludności innej rasy oraz 1,08% ludności wywodzącej się z dwóch lub więcej ras, 1,52% ludności to Hiszpanie, Latynosi lub inni.
W hrabstwie znajduje się 101 953 gospodarstw domowych, w których 32,20% stanowią dzieci poniżej 18. roku życia mieszkające z rodzicami, 53,00% małżeństwa mieszkające wspólnie, 11,80% stanowią samotne matki oraz 31,30% to osoby nie posiadające rodziny. 26,30% wszystkich gospodarstw domowych składa się z jednej osoby oraz 11,20% żyje samotnie i ma powyżej 65. roku życia. Średnia wielkość gospodarstwa domowego wynosi 2,48 osoby, a rodziny 3,00 osoby.
Przedział wiekowy populacji hrabstwa kształtuje się następująco: 24,90% osób poniżej 18. roku życia, 9,40% pomiędzy 18. a 24. rokiem życia, 28,90% pomiędzy 25. a 44. rokiem życia, 22,50% pomiędzy 45. a 64. rokiem życia oraz 14,30% osób powyżej 65. roku życia. Średni wiek populacji wynosi 37 lat. Na każde 100 kobiet przypada 93,00 mężczyzn. Na każde 100 kobiet powyżej 18. roku życia przypada 88,90 mężczyzn.
Średni dochód dla gospodarstwa domowego wynosi 41 541 USD, a dla rodziny 50 862 dolarów. Mężczyźni osiągają średni dochód w wysokości 39 857 dolarów, a kobiety 25 968 dolarów. Średni dochód na osobę w hrabstwie wynosi 20 509 dolarów. Około 7,20% rodzin oraz 9,80% ludności żyje poniżej minimum socjalnego, z tego 12,70% poniżej 18. roku życia oraz 7,30% powyżej 65. roku życia.

## CDP
- Holiday Shores
- Mitchell
- Rosewood Heights

## Miasta
- Alton
- Collinsville
- Edwardsville
- Granite City
- Highland
- Madison
- Troy
- Venice
- Wood River

## Wsie
- Alhambra
- Bethalto
- East Alton
- Glen Carbon
- Godfrey
- Grantfork
- Hamel
- Hartford
- Livingston
- Marine
- Maryville
- New Douglas
- Pontoon Beach
- Roxana
- South Roxana
- St. Jacob
- Williamson
- Worden